# Golf aux Jeux panaméricains de 2019
Navigation
2015
Les compétitions de golf aux Jeux panaméricains de 2019 ont lieu du 8 au 11 août 2019 à Lima, au Pérou. 

## Médaillés
| Épreuves          | Or                                                                  | Argent                                                               | Bronze                                                                             |
| ----------------- | ------------------------------------------------------------------- | -------------------------------------------------------------------- | ---------------------------------------------------------------------------------- |
| Individuel hommes | Fabrizio Zanotti (PAR)                                              | José Manuel Toledo Novales (GUA)                                     | Guillermo Artur Pereira Hinke (CHI)                                                |
| Individuel femmes | Emilia Migliaccio (USA)                                             | Julieta Granada (PAR)                                                | Paula Andrea Hurtado (COL)                                                         |
| Équipe mixte      | États-Unis Emilia Migliaccio Rose Zhang Stewart Hagestad Brandon Wu | Paraguay Fabrizio Zanotti Julieta Granada Carlos Franco Sofia García | Canada Brigitte Thibault Mary Angelica Parsons Austin William Connelly Joey Savoie |

## Tableau des médailles
| Rang  | Nation     | Or | Argent | Bronze | Total |
| ----- | ---------- | -- | ------ | ------ | ----- |
| 1     | États-Unis | 2  | 0      | 0      | 2     |
| 2     | Paraguay   | 1  | 2      | 0      | 3     |
| 3     | Guatemala  | 0  | 1      | 0      | 1     |
| 4     | Canada     | 0  | 0      | 1      | 1     |
| 4     | Chili      | 0  | 0      | 1      | 1     |
| 4     | Colombie   | 0  | 0      | 1      | 1     |
| Total | Total      | 3  | 3      | 3      | 9     |